# Llista d'asteroides/159201-159300
| Nom         | Designació provisional | Data de descobriment   | Lloc de descobriment | Descobridor/s       |
| ----------- | ---------------------- | ---------------------- | -------------------- | ------------------- |
| 159201 -    | 2005 UH281             | 25 d'octubre de 2005   | Mount Lemmon         | Mount Lemmon Survey |
| 159202 -    | 2005 UB318             | 27 d'octubre de 2005   | Kitt Peak            | Spacewatch          |
| 159203 -    | 2005 UY336             | 30 d'octubre de 2005   | Palomar              | NEAT                |
| 159204 -    | 2005 UN345             | 29 d'octubre de 2005   | Mount Lemmon         | Mount Lemmon Survey |
| 159205 -    | 2005 UY445             | 31 d'octubre de 2005   | Mount Lemmon         | Mount Lemmon Survey |
| 159206 -    | 2005 UQ453             | 29 d'octubre de 2005   | Mount Lemmon         | Mount Lemmon Survey |
| 159207 -    | 2005 VO31              | 4 de novembre de 2005  | Kitt Peak            | Spacewatch          |
| 159208 -    | 2005 VT56              | 4 de novembre de 2005  | Kitt Peak            | Spacewatch          |
| 159209 -    | 2005 VW70              | 1 de novembre de 2005  | Mount Lemmon         | Mount Lemmon Survey |
| 159210 -    | 2005 WO9               | 21 de novembre de 2005 | Kitt Peak            | Spacewatch          |
| 159211 -    | 2005 WP23              | 21 de novembre de 2005 | Kitt Peak            | Spacewatch          |
| 159212 -    | 2005 WF25              | 21 de novembre de 2005 | Kitt Peak            | Spacewatch          |
| 159213 -    | 2005 WH36              | 22 de novembre de 2005 | Kitt Peak            | Spacewatch          |
| 159214 -    | 2005 WT39              | 25 de novembre de 2005 | Mount Lemmon         | Mount Lemmon Survey |
| 159215 Apan | 2005 WS59              | 30 de novembre de 2005 | Suno                 | S. Foglia           |
| 159216 -    | 2005 WD72              | 22 de novembre de 2005 | Catalina             | CSS                 |
| 159217 -    | 2005 WQ73              | 25 de novembre de 2005 | Kitt Peak            | Spacewatch          |
| 159218 -    | 2005 WU76              | 25 de novembre de 2005 | Kitt Peak            | Spacewatch          |
| 159219 -    | 2005 WF86              | 28 de novembre de 2005 | Mount Lemmon         | Mount Lemmon Survey |
| 159220 -    | 2005 WF87              | 28 de novembre de 2005 | Mount Lemmon         | Mount Lemmon Survey |
| 159221 -    | 2005 WX98              | 28 de novembre de 2005 | Mount Lemmon         | Mount Lemmon Survey |
| 159222 -    | 2005 WS100             | 29 de novembre de 2005 | Socorro              | LINEAR              |
| 159223 -    | 2005 WO114             | 28 de novembre de 2005 | Socorro              | LINEAR              |
| 159224 -    | 2005 WU187             | 29 de novembre de 2005 | Catalina             | CSS                 |
| 159225 -    | 2005 WM195             | 25 de novembre de 2005 | Catalina             | CSS                 |
| 159226 -    | 2005 WF203             | 30 de novembre de 2005 | Kitt Peak            | Spacewatch          |
| 159227 -    | 2005 XU3               | 1 de desembre de 2005  | Mount Lemmon         | Mount Lemmon Survey |
| 159228 -    | 2005 XD5               | 1 de desembre de 2005  | Kitami               | K. Endate           |
| 159229 -    | 2005 XQ24              | 2 de desembre de 2005  | Socorro              | LINEAR              |
| 159230 -    | 2005 XW59              | 3 de desembre de 2005  | Kitt Peak            | Spacewatch          |
| 159231 -    | 2005 XF60              | 3 de desembre de 2005  | Kitt Peak            | Spacewatch          |
| 159232 -    | 2005 XU72              | 6 de desembre de 2005  | Kitt Peak            | Spacewatch          |
| 159233 -    | 2005 XY80              | 7 de desembre de 2005  | Kitt Peak            | Spacewatch          |
| 159234 -    | 2005 XK91              | 10 de desembre de 2005 | Kitt Peak            | Spacewatch          |
| 159235 -    | 2005 YN4               | 23 de desembre de 2005 | Needville            | Needville           |
| 159236 -    | 2005 YE15              | 22 de desembre de 2005 | Kitt Peak            | Spacewatch          |
| 159237 -    | 2005 YR16              | 22 de desembre de 2005 | Kitt Peak            | Spacewatch          |
| 159238 -    | 2005 YN30              | 21 de desembre de 2005 | Catalina             | CSS                 |
| 159239 -    | 2005 YP32              | 22 de desembre de 2005 | Kitt Peak            | Spacewatch          |
| 159240 -    | 2005 YW33              | 24 de desembre de 2005 | Kitt Peak            | Spacewatch          |
| 159241 -    | 2005 YW37              | 21 de desembre de 2005 | Catalina             | CSS                 |
| 159242 -    | 2005 YA38              | 21 de desembre de 2005 | Catalina             | CSS                 |
| 159243 -    | 2005 YO43              | 24 de desembre de 2005 | Palomar              | NEAT                |
| 159244 -    | 2005 YX45              | 25 de desembre de 2005 | Kitt Peak            | Spacewatch          |
| 159245 -    | 2005 YL49              | 22 de desembre de 2005 | Kitt Peak            | Spacewatch          |
| 159246 -    | 2005 YT52              | 25 de desembre de 2005 | Mount Lemmon         | Mount Lemmon Survey |
| 159247 -    | 2005 YB69              | 26 de desembre de 2005 | Kitt Peak            | Spacewatch          |
| 159248 -    | 2005 YK90              | 26 de desembre de 2005 | Mount Lemmon         | Mount Lemmon Survey |
| 159249 -    | 2005 YC91              | 26 de desembre de 2005 | Mount Lemmon         | Mount Lemmon Survey |
| 159250 -    | 2005 YT108             | 25 de desembre de 2005 | Kitt Peak            | Spacewatch          |
| 159251 -    | 2005 YK110             | 25 de desembre de 2005 | Kitt Peak            | Spacewatch          |
| 159252 -    | 2005 YM116             | 25 de desembre de 2005 | Kitt Peak            | Spacewatch          |
| 159253 -    | 2005 YT118             | 26 de desembre de 2005 | Mount Lemmon         | Mount Lemmon Survey |
| 159254 -    | 2005 YE124             | 26 de desembre de 2005 | Kitt Peak            | Spacewatch          |
| 159255 -    | 2005 YS134             | 26 de desembre de 2005 | Kitt Peak            | Spacewatch          |
| 159256 -    | 2005 YA143             | 28 de desembre de 2005 | Mount Lemmon         | Mount Lemmon Survey |
| 159257 -    | 2005 YE144             | 28 de desembre de 2005 | Mount Lemmon         | Mount Lemmon Survey |
| 159258 -    | 2005 YC145             | 28 de desembre de 2005 | Mount Lemmon         | Mount Lemmon Survey |
| 159259 -    | 2005 YY165             | 26 de desembre de 2005 | Kitt Peak            | Spacewatch          |
| 159260 -    | 2005 YK174             | 29 de desembre de 2005 | Socorro              | LINEAR              |
| 159261 -    | 2005 YC175             | 30 de desembre de 2005 | Socorro              | LINEAR              |
| 159262 -    | 2005 YH177             | 22 de desembre de 2005 | Kitt Peak            | Spacewatch          |
| 159263 -    | 2005 YB184             | 27 de desembre de 2005 | Kitt Peak            | Spacewatch          |
| 159264 -    | 2005 YY185             | 30 de desembre de 2005 | Kitt Peak            | Spacewatch          |
| 159265 -    | 2005 YA190             | 30 de desembre de 2005 | Kitt Peak            | Spacewatch          |
| 159266 -    | 2005 YS192             | 30 de desembre de 2005 | Kitt Peak            | Spacewatch          |
| 159267 -    | 2005 YG198             | 25 de desembre de 2005 | Mount Lemmon         | Mount Lemmon Survey |
| 159268 -    | 2005 YA201             | 22 de desembre de 2005 | Kitt Peak            | Spacewatch          |
| 159269 -    | 2005 YP203             | 25 de desembre de 2005 | Mount Lemmon         | Mount Lemmon Survey |
| 159270 -    | 2005 YC209             | 22 de desembre de 2005 | Catalina             | CSS                 |
| 159271 -    | 2005 YB213             | 29 de desembre de 2005 | Catalina             | CSS                 |
| 159272 -    | 2005 YU215             | 29 de desembre de 2005 | Catalina             | CSS                 |
| 159273 -    | 2005 YH240             | 29 de desembre de 2005 | Mount Lemmon         | Mount Lemmon Survey |
| 159274 -    | 2005 YV247             | 30 de desembre de 2005 | Kitt Peak            | Spacewatch          |
| 159275 -    | 2006 AD4               | 7 de gener de 2006     | RAS                  | A. Lowe             |
| 159276 -    | 2006 AE5               | 2 de gener de 2006     | Catalina             | CSS                 |
| 159277 -    | 2006 AL5               | 2 de gener de 2006     | Catalina             | CSS                 |
| 159278 -    | 2006 AL7               | 5 de gener de 2006     | Catalina             | CSS                 |
| 159279 -    | 2006 AB13              | 5 de gener de 2006     | Anderson Mesa        | LONEOS              |
| 159280 -    | 2006 AG18              | 5 de gener de 2006     | Anderson Mesa        | LONEOS              |
| 159281 -    | 2006 AK19              | 2 de gener de 2006     | Catalina             | CSS                 |
| 159282 -    | 2006 AC27              | 5 de gener de 2006     | Socorro              | LINEAR              |
| 159283 -    | 2006 AP27              | 5 de gener de 2006     | Kitt Peak            | Spacewatch          |
| 159284 -    | 2006 AT32              | 5 de gener de 2006     | Catalina             | CSS                 |
| 159285 -    | 2006 AG35              | 4 de gener de 2006     | Kitt Peak            | Spacewatch          |
| 159286 -    | 2006 AH36              | 4 de gener de 2006     | Kitt Peak            | Spacewatch          |
| 159287 -    | 2006 AN40              | 7 de gener de 2006     | Mount Lemmon         | Mount Lemmon Survey |
| 159288 -    | 2006 AL71              | 6 de gener de 2006     | Kitt Peak            | Spacewatch          |
| 159289 -    | 2006 AY71              | 6 de gener de 2006     | Kitt Peak            | Spacewatch          |
| 159290 -    | 2006 AU77              | 7 de gener de 2006     | Kitt Peak            | Spacewatch          |
| 159291 -    | 2006 BX                | 20 de gener de 2006    | Socorro              | LINEAR              |
| 159292 -    | 2006 BE7               | 20 de gener de 2006    | Kitt Peak            | Spacewatch          |
| 159293 -    | 2006 BV21              | 22 de gener de 2006    | Mount Lemmon         | Mount Lemmon Survey |
| 159294 -    | 2006 BQ30              | 20 de gener de 2006    | Kitt Peak            | Spacewatch          |
| 159295 -    | 2006 BP43              | 23 de gener de 2006    | Catalina             | CSS                 |
| 159296 -    | 2006 BM44              | 23 de gener de 2006    | Junk Bond            | D. Healy            |
| 159297 -    | 2006 BT45              | 23 de gener de 2006    | Mount Lemmon         | Mount Lemmon Survey |
| 159298 -    | 2006 BV46              | 23 de gener de 2006    | Mount Lemmon         | Mount Lemmon Survey |
| 159299 -    | 2006 BJ50              | 25 de gener de 2006    | Kitt Peak            | Spacewatch          |
| 159300 -    | 2006 BZ57              | 23 de gener de 2006    | Mount Lemmon         | Mount Lemmon Survey |